# Список особо охраняемых природных территорий Тюменской области
В данном списке перечисляются особо охраняемые природные территории (ООПТ), находящиеся на юге Тюменской области. Списки ООПТ, входящих в состав области Ханты-Мансийского и Ямало-Ненецкого автономных округов см. в отдельных статьях.
По состоянию на 2012 год на юге Тюменской области функционируют 2 федеральных заказника общей площадью 72 тыс. га, один ботанический сад федерального значения и одно рамсарское угодье (международного значения) площадью 1 217 тыс. га.
Помимо этого, на территории юга области располагаются 95 ООПТ регионального значения общей площадью 824,5 тыс. га. В их числе 36 государственных природных заказников, 58 памятников природы и один областной полигон экологического мониторинга.
Государственные природные заповедники, национальные и природные парки, равно как и объекты Всемирного наследия ЮНЕСКО, на территории юга области отсутствуют. Деятельность органов государственной власти области по управлению особо охраняемыми природными территориями регулируется Законом Тюменской области от 28 декабря 2004 года № 303 «Об особо охраняемых природных территориях в Тюменской области».

## Государственные природные заказники
Крупнейшими заказниками региона являются Куньякский (116 248 га), Абалакский природно-исторический комплекс (88 131 га), Викуловский (74 183 га), Тюменский (53 585 га), Стершиный, участок 2 (46 100 га), Таповский (45 000 га), Стершиный, участок 1 (42 452 га) и Тукузский (40 400 га).

### Федеральные
- Белоозёрский заказник в Армизонском районе (17 850 га)
- Тюменский заказник в Нижнетавдинском районе (53 585 га)

### Региональные
| - Абатский район - Ерёминский заказник (5 930 га) - Аромашевский район - Алабуга (24 750 га) - Бердюжский район - Окуневский заказник (1 930 га) - Песочный заказник (930 га) - Южный заказник (11 718 га) - Вагайский район - Супринский заказник (28 800 га) - Тукузский заказник (40 400 га) - Викуловский район - Викуловский заказник (74 183 га) - Голышмановский район - Орловский заказник (10 500 га) - Заводоуковский район - Комиссаровский заказник (4 000 га) - Исетский район - Рафайловский заказник (16 750 га) - Ишимский район - Клепиковский заказник (12 925 га) - Песьяновский заказник (11 741 га) - Казанский район - Афонский заказник (17 215 га) - Дубынский заказник (10 600 га) - Нижнетавдинский район - Гузенеево (10 900 га) - Троицкий заказник (32 240 га) | - Омутинский район - Омутинский заказник (5 000 га) - Сладковский район - Барсучье (20 507 га) - Кабанский заказник (24 110 га) - Таволжанский заказник (2 720 га) - Сорокинский район - Северный заказник (17 418 га) - Тобольский район - Абалакский природно-исторический комплекс (88 131 га) - Стершиный заказник, участок 2 (46 100 га) - Тобольский материк (3 581 га) - Тюменский район - Лебяжье (2 770 га) - Успенский заказник (5 000 га) - Уватский район - Куньякский заказник (116 248 га) - Поваровский заказник (12 037 га) - Стершиный заказник, участок 1 (42 452 га) - Упоровский район - Упоровский заказник (6 920 га) - Юргинский район - Ново-Таповский заказник (10 000 га) - Юргинский заказник (7 000 га) - Ялуторовский район - Мошкаринский заказник (13 000 га) - Ярковский район - Иевлевский заказник (10 000 га) - Таповский заказник (45 000 га), частично в Юргинском районе |  |

## Памятники природы
Крупнейшие памятники природы юга Тюменской области: Южаковский (3 726 га), Система Черноковских озёр (3 472 га), Озёрный (2 897 га), Заморозовский (2 327 га), Болото Рямовое (2 278 га) и Бочанка (2 250 га).

### Региональные
| - Ишим - Берёзовая роща (15 га) - Народный парк (72 га) - Заводоуковск - Колмаковский парк (6 га) - Тобольск - Киселёвская гора с Чувашским мысом (93 га) - Окрестности дома отдыха «Тобольский» (196 га) - Панин бугор (468 га) - Тюмень - Лесопарк имени Ю. А. Гагарина (105 га) - Лесопарк Затюменский (77 га) - Ялуторовск - Роща Декабристов (79 га) - Абатский район - Гусиный остров (12 га) - Коневский бор (360 га) - Бердюжский район - Озеро Солёное (110 га) - Вагайский район - Озеро Монастырское (1 278 га) - Озеро Табан (180 га) - Окрестности села Вагай (63 га) - Полуяновский бор (555 га) - Рахимовский (867 га) - Система Черноковских озёр (3 472 га) - Заводоуковский район - Новозаимский парк (58 га) - Исетский район - Марьино ущелье (27 га) - Ишимский район - Ишимские бугры - Гора Любви (100 га) - Ишимские бугры - Кучумова гора (319 га) - Минеральные озёра (149 га) - Синицинский бор (1 108 га) - Казанский район - Ишимские бугры — Афонькинский (80 га) | - Нижнетавдинский район - Весёлая грива (501 га) - Заморозовский (2 327 га) - Липняк Шайтанский (30 га) - Новоаракчинский (318 га) - Озёрно-болотный комплекс «Ишимбай» (100 га) - Урочище Орлы (100 га) - Омутинский район - Болото Рямовое (2 278 га) - Сладковский район - Брусничное (55 га) - Тобольский район - Карташовский бор (139 га) - Медянская роща (120 га) - Тюменский район - Ембаево (68 га) - Каменское (5 га) - Кулаково (28 га) - Припышминские боры (316 га) - Тополя (59 га) - Успенское (6 га) - Червишевский (13 га) - Упоровский район - Шашовский, участок 1 (636 га) - Шашовский, участки 2, 3 (4 га) - Ялуторовский район - Бочанка (2 250 га) - Зиновский курган (0,3 га) - Криволукский бор (197 га) - Сингульский лес (729 га) - Урочище Бузан (7 га) - Хохловский курган (0,06 га) - Ярковский район - Боровский (8 га) - Озёрный (2 897 га) - Пихтовый мыс (212 га) - Южаковский (3 726 га) - Юртоборовский (37 га) - Язевский (255 га) |  |

## Дендрологические парки и ботанические сады

### Федеральные
- Ботаническая коллекция биологического факультета Тюменского государственного университета в Тюмени (3 га)

## Водно-болотные угодья

### Международные
- Озёра Тоболо-Ишимской лесостепи

## Полигоны экологического мониторинга

### Региональные
- Областной полигон экологического мониторинга в Нижнетавдинском районе (3 695 га)